# Beth Gibbons
Beth Gibbons (født 4. januar 1965 i Exeter) er en engelsk sanger bedst kendt som vokalist i bandet Portishead. I 2002 udgav hun desuden soloalbumet Out of season.